# A Doce Vida
La dolce vita (bra/prt: A Doce Vida) (AFI: /ˈla ˈdol.tʃe ˈviː.ta/) é um filme franco-italiano de 1960, de gênero drama dirigido pelo cineasta Federico Fellini, sendo normalmente citado como o marco da transição de seus estilos, do neorrealismo para o simbolismo, e um dos filmes mais importantes da década de 1960 e do século XX. Uma das características capitais da obra é a imagem em preto-e-branco, e as sequências noturnas realçando um laço com o cinema noir e com o expressionismo alemão, apresentando um cenário festivo, e em algumas vezes com altos contrastes de luz e sombra.
É considerado uma das obras-primas de Federico Fellini, juntamente com 8½ e Amarcord. O filme é uma crítica aberta à sociedade romana do pós-guerra, retratando uma instituição decadente e hedonista, marcada pela superficialidade e incomunicabilidade, temas desenvolvidos ao longo do filme.
Foi considerado um dos 1000 melhores filmes de todos os tempos pelo The New York Times. em 2004 e o 19.º melhor filme de todos os tempos pelo site Melhores Filmes O crítico de cinema norte-americano Roger Ebert considerou A Doce Vida um dos seus dez filmes favoritos e o melhor filme de Federico Fellini.
No Brasil, a Versátil Home Vídeo iniciou a pré-venda da edição limitada e definitiva do filme em Blu-ray em 2021.

## Sinopse
O filme passa-se em Roma e conta a história de Marcello Rubini, um jornalista especializado em histórias sensacionalistas sobre estrelas de cinema, visões religiosas e a aristocracia decadente, que passa a cobrir a visita da atriz hollywoodiana Sylvia Rank, por quem fica fascinado.

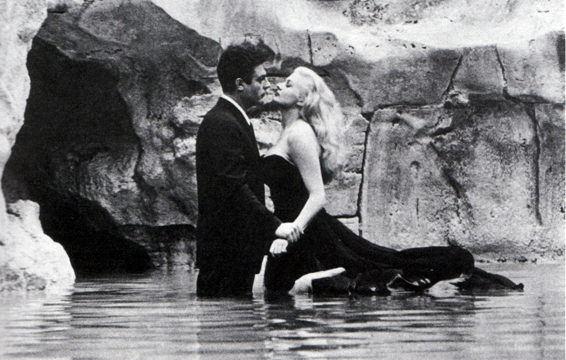
Famosa cena em que Marcello Mastroianni e Anita Ekberg se banham na Fontana di Trevi em reprodução.

Através dos olhos deste personagem, Fellini mostra uma Roma moderna, sofisticada, mas decadente, com os sinais da influência norte-americana. O repórter é um homem sem compromisso, que se relaciona com várias mulheres: a amante ciumenta, a mulher sofisticada em busca de aventura, e a atriz de Hollywood, com a qual passeia por Roma, culminando no ponto alto do filme, a famosa sequência da Fontana di Trevi.
Outra sequência famosa do filme é a da abertura, na qual o jornalista, num helicóptero que transporta uma estátua de Jesus até o Vaticano, encontra uma mulher tomando sol numa cobertura e pergunta pelo seu número de telefone. O barulho dos motores impede que ambos possam se entender. A temática da falta de comunicação se repete ao longo de todo o filme.
Dentre os momentos mais importantes do filme, está aquele na qual duas meninas atraem uma multidão, ao fingirem ver uma aparição da Virgem Maria nos subúrbios de Roma; e quando o personagem Steiner, um intelectual e colega de Marcello, que vive com a sua família numa aparente harmonia, comete o assassinato dos seus próprios filhos (um casal de crianças) e se suicida em seguida. Após a morte de Steiner, Marcello embarca numa vida de orgias e, numa destas ocasiões, pela manhã, caminha pela praia em busca de um monstro marítimo morto, o final simbólico do filme.

## Elenco
- Marcello Mastroianni — Marcello Rubini
- Anita Ekberg — Sylvia Rank
- Anouk Aimée — Maddalena
- Yvonne Furneaux — Emma
- Magali Noël — Fanny
- Alain Cuny — Steiner
- Lex Barker — Robert
- Annibale Ninchi — pai de Marcello
- Walter Santesso — Paparazzo
- Valeria Ciangottini — Paola
- Riccardo Garrone — Riccardo
- Ida Galli — debutante do ano
- Audrey McDonald — Sonia
- Alain Dijon — Frankie Stout

## Recepção

### Crítica
O site do agregador de críticas Rotten Tomatoes relata que de 65 resenhas, 95% foram positivas; o consenso afirma: "Um marco cinematográfico épico e de tirar o fôlego, La Dolce Vita permanece fascinante apesar de - ou talvez por causa de - seu extenso comprimento". No Metacritic, o filme tem uma classificação de 95/100 com base em 13 críticos, indicando "aclamação universal".

### Censura
Percebida pela Igreja Católica como uma paródia da segunda vinda de Jesus, a cena de abertura e o filme foram condenados pelo jornal do Vaticano L'Osservatore Romano em 1960. Sujeito a censura generalizada, o filme foi proibido na Espanha, até a morte de Franco em 1975.

## Principais prêmios e indicações
Oscar 1962 (EUA)
- Venceu na categoria de melhor figurino - preto e branco.
- Indicado nas categorias de melhor diretor, melhor roteiro original e melhor direção de arte - preto e branco.

BAFTA 1961 (Reino Unido)
- Recebeu uma indicação na categoria de melhor filme.

Festival de Cannes 1960 (França)
- Vencedor da Palma de Ouro.

Prêmio NYFCC 1961 (EUA)
- Venceu na categoria de melhor filme em língua estrangeira.

Sindacato Nazionale Giornalisti Cinematografici Italiani 1961 (Itália)
- Venceu nas categorias de melhor ator (Marcello Mastroianni), melhor história original e melhor cenografia.